# Sèrie Radeon R100
La Radeon R100 és la primera generació de xips gràfics Radeon d'ATI Technologies. La línia compta amb una acceleració 3D basada en Direct3D 7.0 i OpenGL 1.3, i totes, menys les versions de nivell d'entrada, que descarreguen els càlculs de la geometria de l'amfitrió a un motor de transformació i il·luminació de maquinari (T&L), una millora important en característiques i rendiment en comparació amb el disseny Rage anterior. Els processadors també inclouen acceleració GUI 2D, acceleració de vídeo i múltiples sortides de visualització. "R100" fa referència al nom en clau de desenvolupament de la GPU inicialment llançada de la generació. És la base per a una varietat d'altres productes amb èxit.

## Desenvolupament

### Arquitectura

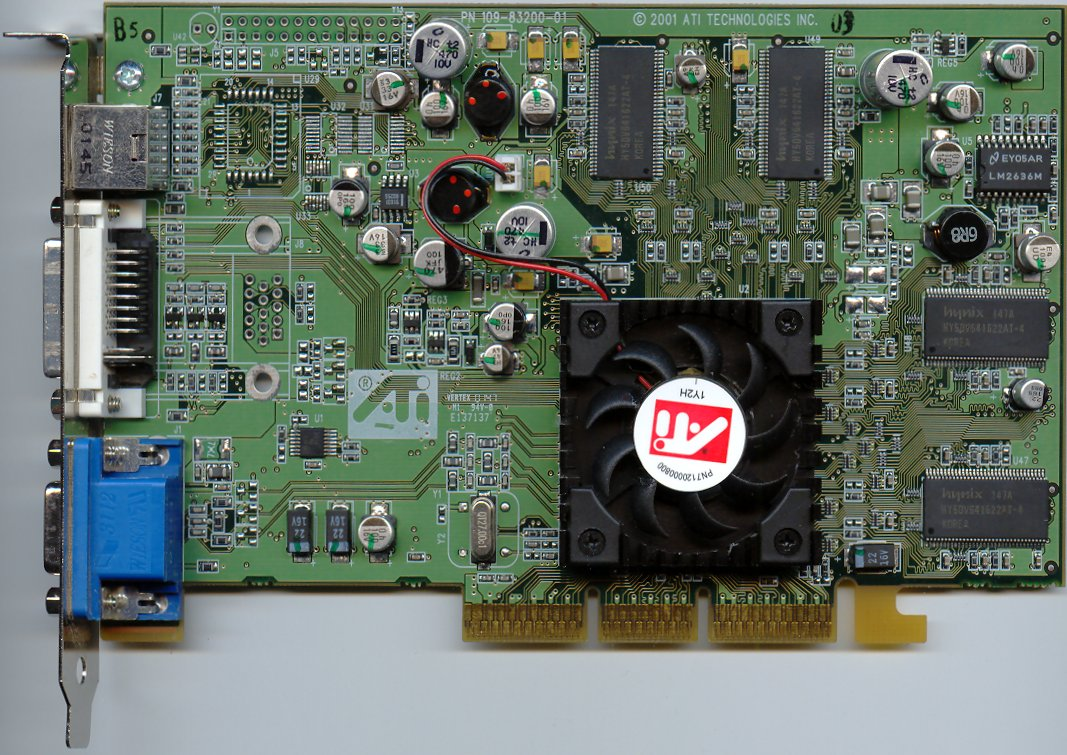
Radeon 7500 (RV200)

La GPU Radeon de primera generació es va llançar l'any 2000, i inicialment es va anomenar en codi Rage 6 (més tard R100 ), com a successor de l'envellit Rage 128 Pro d'ATI que no va poder competir amb la GeForce 256. La targeta també s'havia descrit com a Radeon 256 durant els mesos previs al seu llançament, possiblement per fer comparacions amb la targeta Nvidia de la competència, tot i que el sobrenom es va abandonar amb el llançament del producte final.

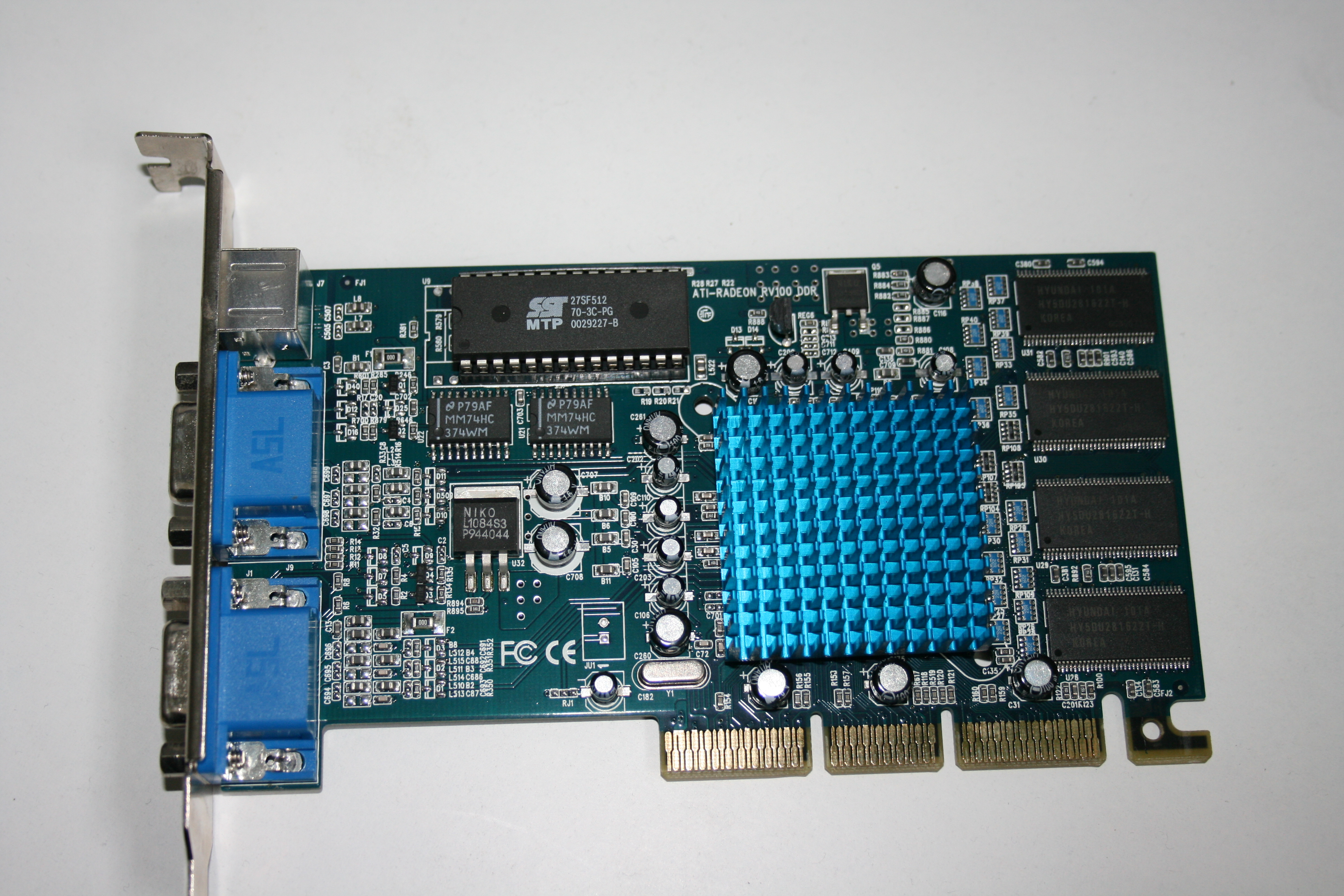
Radeon RV100 DDR

El R100 es va construir amb un procés de fabricació de semiconductors de 180 nm. Igual que la GeForce, la Radeon R100 comptava amb un motor de transformació i il·luminació de maquinari (T&L) per realitzar càlculs de geometria, alliberant la CPU de l'ordinador amfitrió. En la representació 3D, el processador pot escriure 2 píxels al framebuffer i mostrar 3 mapes de textura per píxel i rellotge. Això s'anomena habitualment una configuració 2×3 o un disseny de doble canonada amb 3 TMU per canonada. Pel que fa als competidors de Radeon, la GeForce 256 és 4×1, GeForce2 GTS és 4×2 i 3dfx Voodoo 5 5500 és un disseny SLI 2×1+2×1. Malauradament, la tercera unitat de textura no va tenir gaire ús en els jocs durant la vida útil de la targeta perquè el programari no feia sovint més que una textura dual.
Pel que fa a la representació, la seva arquitectura "Pixel Tapestry" va permetre el suport de Bump Mapping amb mapes d'entorn (EMBM) i Dot Product (Dot3), oferint el suport de Bump Mapping més complet en aquell moment juntament amb el mètode Emboss més antic. Radeon també va introduir una nova tecnologia d'optimització de l'amplada de banda de memòria i reducció de l'excés d'excés anomenada HyperZ. Bàsicament millora l'eficiència global dels processos de renderització 3D. Consta de 3 funcions diferents, permet que la Radeon funcioni de manera molt competitiva en comparació amb dissenys de la competència amb majors taxes d'ompliment i amplada de banda en paper.
ATI va produir una demostració en temps real de la seva nova targeta, per mostrar les seves noves funcions. La demostració de Radeon's Ark presenta un entorn de ciència-ficció amb un gran ús de funcions com ara múltiples capes de textura per als efectes d'imatge i detalls. Entre els efectes hi ha mapes d'impactes amb mapes ambientals, textures detallades, reflexos de vidre, miralls, simulació realista d'aigua, mapes de llum, compressió de textures, superfícies reflectants planes i visibilitat basada en portals.
Pel que fa al rendiment, Radeon obté una puntuació més baixa que la GeForce2 en la majoria de benchmarks, fins i tot amb HyperZ activat. La diferència de rendiment va ser especialment notable en color de 16 bits, on tant la GeForce2 GTS com el Voodoo 5 5500 estaven molt per davant. Tanmateix, la Radeon podria tancar la bretxa i, de tant en tant, superar el seu competidor més ràpid, la GeForce2 GTS, en color de 32 bits.
A part del nou maquinari 3D, Radeon també va introduir el desentrellaçat de vídeo per píxel al motor MPEG-2 compatible amb HDTV d'ATI.

### Shaders de píxels de R100
Les GPU basades en R100 tenen una capacitat d'ombrejat programable amb visió de futur a les seves canonades; tanmateix, els xips no són prou flexibles per admetre l'especificació de Microsoft Direct3D per a Pixel Shader 1.1.